# Alpha-Journalist
Unter einem Alpha-Journalist, meist in der Mehrzahl auch als Alpha-Journalisten verwendet, versteht man Meinungslenker und Leitfiguren der Medienbranche, die einen sehr großen Einfluss auf die politischen Geschicke ihres Landes ausüben. Der Begriff wird im deutschsprachigen Raum verwendet.
Zu den Alpha-Journalisten werden Fernsehmoderatoren, Chefredakteure, Leitartikler, Kolumnisten, Herausgeber und Verleger gezählt, die das öffentliche Stimmungsbild in Deutschland durch ihr publizistisches Wirken wesentlich beeinflussen. Der Titel Die Alpha-Journalisten fand 2007 in den Medien so breite Beachtung, dass sich der Begriff sich nach Meinung der Zeitung Das Parlament im deutschen Sprachgebrauch etablierte. Auch Leif Kramp und Stephan Weichert meinten in der Studie Journalismus in der Berliner Republik von Netzwerk Recherche, dass Begriff des „Alpha-Journalismus“ durch den Porträt-Band „Die Alpha-Journalisten“ eine Verbreitung in den Medien erlebt hat.

## Entstehung des Begriffs
Der Begriff Alpha-Journalisten wurde in Buchform erstmals Anfang 2007 von Stephan Weichert und Christian Zabel mit ihren Buch „Die Alpha-Journalisten“ verwendet. 2009 folgte „Die Alpha-Journalisten 2.0“ von den gleichen Autoren. Im Frühjahr 2007 schrieb Uwe Krüger in der Zeitschrift Message den Artikel „Alpha-Journalisten embedded“ und beschrieb damit die Journalisten, die sich z. B. auf den Bilderberg-Konferenzen Verflechtungen mit Eliten aus Politik und Wirtschaft eingehen. Tissy Bruns griff den Begriff in ihrem Buch „Republik der Wichtigtuer“ im August 2007 ebenfalls wieder auf. Die Frankfurter Hefte widmeten den Alpha-Journalisten 2009 eine Artikelserie. Uwe Krüger nahm den Begriff 2013 wieder auf und verwendete ihn in seinem Buch Meinungsmacht Der Einfluss von Eliten auf Leitmedien und Alpha-Journalisten – eine kritische Netzwerkanalyse.

## Kritische Rezeption (Auswahl)
Der Politikwissenschaftler Thomas Meyer meint in seinem buch „Die Unbelangbaren“, mit denen er die politischen „Alpha-Journalisten“ meint, dass diese „sich als „Ko-Politiker“ verstehen, die im politischen Geschäft mitmischen wollen“ und „gleichzeitig die Rollen von Staatsanwälten, Zeugen und Richtern“ ausüben.